# W82 (核砲彈)

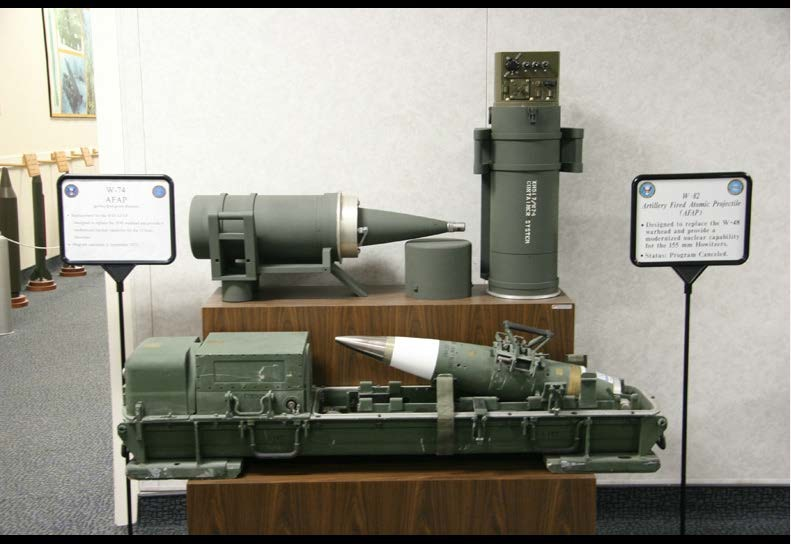
於底部的W82火炮彈道核武器(Artillery-Fired Atomic Projectile，AFAP)

W82是一款由美國研發，設計用於標準北約155 mm火砲砲彈(也被稱為XM785砲彈) 的低當量戰術核武器。它被認為是在W74研發計劃因經費不足而被取消下，更靈活的W48(W48為先前生產的155 mm核砲彈)替代品。
原先設想W82是一個兩用武器，裝有可互換的部件，使它可以在常規裂變爆炸模式與中子彈模式之間自由切換(這點和W48一樣)，W82是由勞倫斯利佛摩國家實驗室於1977年開始研發。W82的最終原形在一個長34英吋(860 mm)，重95磅(43 kg)的包裝中，爆炸當量約為2000噸(8.4 TJ)。W82也包含火箭輔助推進組件。W82估計價值400萬美金（p. 93）。雖然中子彈組件因為其產生的強大中子流，有更大的殺傷力，但這也使其設計更複雜，最終導致兩用武器W-82-0的研發計劃在1982年取消。常規核武器W-82-1的研發計劃於1986年重啟。該計劃最後也因冷戰在1991年結束而取消。

## 進一步閱讀
- Hansen, Chuck, "Swords of Armageddon （页面存档备份，存于）: U.S. Nuclear Weapons Development since 1945" (CD-ROM & download available). PDF-2.67 Mb. 2,600 pages, Sunnyvale, California, Chucklea Publications, 1995, 2007. ISBN 978-0-9791915-0-3 (2nd Ed.)

## 外部連結
- A photo of a W82 shell （页面存档备份，存于）